# Top Secret (serie televisiva 1983)
Top Secret (Scarecrow and Mrs. King) è una serie televisiva statunitense, prodotta da Shoot the Moon Enterprises e Warner Bros. Television e trasmessa negli Stati Uniti sul network CBS dall'ottobre 1983 al marzo 1987.

## Trama
Amanda King è una tipica casalinga statunitense. Divorziata, vive in una modesta abitazione di Washington in compagnia dei due piccoli figli Phillip e Jamie e della vivace e ingenua madre Dotty. La sua tranquilla vita cambia quando un agente segreto, Lee Stetson, soprannominato "Scarecrow" (Spaventapasseri) nell'edizione statunitense e "Falco" in quella italiana, le consegna un pacchetto in una stazione ferroviaria. Contiene importanti informazioni da consegnare ad un uomo sul treno, missione che non può completare lui stesso perché seguito da nemici. Da qui inizia una collaborazione sempre più intensa, dove Amanda viene usata come elemento "al di sopra di ogni sospetto" durante le indagini dell'agenzia governativa.
Il lavoro si svolge, puntata dopo puntata, sotto il comando di Bill Melrose e della agente, avvenente e acida, Francine Desmond. Nonostante la contrarietà dello stesso Scarecrow e di Francine, Amanda saprà guadagnarsi con il suo entusiasmo sul lavoro, unito ad una buona dose di intuitività e coraggio, un posto praticamente fisso in molte operazioni importanti, sempre al fianco di Scarecrow.

## Personaggi e interpreti

### Personaggi principali
- Mrs. Amanda King (88 episodi, 1983-1987), interpretata da Kate Jackson.
- Lee Stetson (88 episodi, 1983-1987), interpretato da Bruce Boxleitner.
- Dorothy 'Dotty' West (88 episodi, 1983-1987), interpretata da Beverly Garland.
- Billy Melrose (88 episodi, 1983-1987), interpretato da Mel Stewart.
- Francine Desmond (88 episodi, 1983-1987), interpretata da Martha Smith.
- Jamie King (32 episodi, 1983-1987), interpretato da Greg Morton.
- Phillip King (32 episodi, 1983-1987), interpretato da Paul Stout.

### Personaggi secondari
- T.P. Aquinas (11 episodi, 1985-1987), interpretato da Raleigh Bond.
- Dottor Smyth (9 episodi, 1985-1987), interpretato da Myron Natwick.
- Agente IFF (8 episodi, 1983-1984), interpretato da James Edgcomb.
- Efraim Beaman (7 episodi, 1985-1987), interpretato da Joseph Brutsman.
- Mrs. Marston (7 episodi, 1984-1986), interpretata da Shirley Anthony.
- Rostov (4 episodi, 1985-1987), interpretato da Al Ruscio.
- Leatherneck (4 episodi, 1985-1987), interpretato da Billy Ray Sharkey.
- Dottor Platt (3 episodi, 1985-1987), interpretato da Murphy Dunne.
- Dean (3 episodi, 1983-1985), interpretato da Thomas Babson.
- Hatcher (3 episodi, 1984-1987), interpretato da Matthew Faison.
- Alexi Makarov (3 episodi, 1984-1986), interpretato da Vladimir Skomarovsky.
- Ned, il barista (3 episodi, 1984-1985), interpretato da Jack Garner.
- Augie Swann (3 episodi, 1984-1985), interpretato da Louis Welch.
- Henry 'Buck' O'Connell (3 episodi, 1985-1986), interpretato da Frank Bonner.
- Leslie O'Connor (3 episodi, 1985-1986), interpretata da Elyssa Davalos.
- Phillip Dart (3 episodi, 1985-1986), interpretato da Jack Rader.
- Dottor Quidd (3 episodi, 1986), interpretato da George Coe.
- Rostov (2 episodi, 1983-1986), interpretato da Kai Wulff.
- Jean-Pierre (2 episodi, 1983-1985), interpretato da Peter Elbling.
- Alec Belmont (2 episodi, 1983-1984), interpretato da Henry Darrow.
- Agente Dane (2 episodi, 1983), interpretato da Richard Narita.
- Douglas Harriman (2 episodi, 1984-1987), interpretato da Steve Eastin.
- Carpenter (2 episodi, 1984-1987), interpretato da Allen Williams.
- Mrs. Cradock (2 episodi, 1984-1986), interpretata da Paddi Edwards.
- Jay Armin (2 episodi, 1984-1986), interpretato da Stephen Elliott.
- Franklin Miller (2 episodi, 1984-1986), interpretato da Michael Halsey.
- Stanislov (2 episodi, 1984-1986), interpretato da Alex Rodine.
- Dottor Grant Smith (2 episodi, 1984-1986), interpretato da Ben Slack

### Guest star
- Lady Emily Farnsworth (2 episodi, 1984), interpretata da Jean Stapleton
- Principessa Russa Sophia Valosky (1 episodio, 1984) interpretata da Hildegard Knef
- Harry W. Thornton (2 episodi 1985-1987) interpretato da Howard Duff
- Gregory (2 episodi 1985-1986) interpretato da James Cromwell
- Joe King (7 episodi, 1985-1987), interpretato da Sam Melville

## Episodi

### Episodi prodotti
| Stagione         | Episodi | Prima TV originale | Prima TV Italia |
| ---------------- | ------- | ------------------ | --------------- |
| Prima stagione   | 21      | 1983-1984          | 1987-1989       |
| Seconda stagione | 23      | 1984-1985          |                 |
| Terza stagione   | 22      | 1985-1986          |                 |
| Quarta stagione  | 22      | 1986-1987          |                 |

### Episodi inediti
Ci sono episodi di cui i fan hanno reperito gli script, ma che non sono mai andati in onda perché non prodotti. Quelli di cui si hanno notizia sono:
- "Double Your Pleasure" scritto da Patricia Green, episodio pensato per la prima serie. Script disponibili e datato il "Second draft B" 1º dicembre 1983.
- "A Fish Tale" scritto da Tina Garmaise, episodio pensato per la seconda serie. Script disponibile con sigla 9SH-4632
- "Code of Many Colors" scritto da Ruel Fischmann, episodio pensato per la seconda serie. Script disponibile datato come Final a settembre 1984.
- "Toys For Sale" scritto da George Lee Marshall, episodio pensato per la seconda serie. Script disponibile "First draft" 10 Maggio 1984.

### Riconoscimenti
Scarecrow and Mrs. King nel 1986 ha vinto un Emmy Award per “Il notevole risultato raggiunto nella Composizione Musicale per una Serie Televisiva (musica di sottofondo)” per l’episodio "L’Affare Oz". Nel corso delle sue quattro stagioni la serie è stata candidata per molteplici premi, incluse due nomination agli Emmy Awards nel 1985 per la categoria “Miglior interpretazione per un’attrice in una serie TV” e per il "Notevole Risultato Raggiunto con i Costumi" e un'altra nomination nel 1986 per il "Notevole Risultato Raggiunto con i Costumi per una Serie TV". Nel 1985 è stata anche candidata per il Golden Globe come Miglior Fotografia in una serie Tv” per l’episodio “L’antidoto”, e nel 1988 la Società Americana Cineoperatori l’ha candidata tra le migliori per il “Notevole Risultato raggiunto nelle Riprese per le serie a stagioni”. Paul Stout è stato candidato nel 1985 rispettivamente per il premio “Giovani Artisti” in qualità di Miglior Giovane Attore Non Protagonista in una serie di fascia Diurna o Serale, e come “Miglior Giovane Attore in una Serie Televisiva Drammatica.

### Premi
- "L'affare Oz" 1986 * Ha vinto un Emmy per Outstanding Achievement in composizione musicale per una serie (drammatica sottolineatura)
- "Benvenuto in America, Sig. Brand" 1986 Candidato per Emmy Outstanding Achievement in Costuming per una serie.
- "Nave di Spie" 1985 Candidato per Emmy Outstanding Achievement in Costuming
- "L'Antitodo" 1985 Candidato per Emmy eccezionale Cinematografia per una serie
- Kate Jackson 1985 Nomination Golden Globe Miglior attrice protagonista in un TV-Series - Drama

## Top Secret nel Mondo
- America e paesi anglofoni "Scarecrow And Mrs King"
- Francia "Les deux font la paire"
- Germania "Agentin mit Herz"

Nell'episodio 14 della terza serie si vede la partecipazione dell'ex campionessa di tennis Tracy Austin.